# EuroVelo 4
L’EuroVelo 4, également dénommée « Véloroute de l'Europe centrale » ou « La Vélomaritime » dans sa partie française, est une véloroute EuroVelo faisant partie d’un programme d’aménagement de voie cyclable à l’échelle européenne. Longue de 5 100 km, elle relie Roscoff à Kiev. L’itinéraire traverse ainsi l'Europe en passant par successivement sept pays, la France, la Belgique, les Pays-Bas, l'Allemagne, la République tchèque, la Pologne et l'Ukraine.

## Itinéraire
Les principales villes traversées par pays sont :
| Pays               | Principales villes traversées (intersection avec les autres EuroVelo)                                                                         |
| ------------------ | --- |
| France             | Roscoff (EV1), Saint-Brieuc, Saint-Malo, Cherbourg, Le Havre, Dieppe, Le Touquet-Paris-Plage, Boulogne-sur-Mer, Calais (EV5, EV12), Dunkerque |
| Belgique           | Ostende, Zeebruges |
| Pays-Bas           | Flessingue (EV12), Middelbourg, Breda, Eindhoven, Venlo (EV19)                                                                                |
| Allemagne          | Düsseldorf (EV3, EV15), Cologne, Bonn (EV3), Coblence, Mayence (EV15), Francfort, Wurtzbourg, Bamberg, Bayreuth                               |
| République tchèque | Egra (V13), Karlovy Vary, Prague (EV7), Brno (EV9), Ostrava                                                                                   |
| Pologne            | Bielsko-Biała, Cracovie (EV11), Tarnów (EV11), Rzeszów                                                                                        |
| Ukraine            | Lviv, Jytomyr, Kiev |

### France
La partie française de l'EuroVelo 4, dénommée La Vélomaritime, est longue de 1 518 km et relie Roscoff en Bretagne à Bray-Dunes dans le Nord, en traversant 3 régions et 9 départements.
En juillet 2010, 444 km de l'itinéraire sont réalisés soit 37 % dont 167 km en site propre. Une partie de cet itinéraire fait partie du projet CYcling Channel Landscapes Easily (CYCLE), lancé en 2003, et qui réunit des organisations françaises et anglaises. Ce projet cherchait à développer un réseau d’itinéraires vélo reliant le sud ouest de l’Angleterre au nord-ouest de la France, afin de valoriser le potentiel touristique des régions de la Manche. Cela a abouti à la création de la véloroute du Tour de Manche. 
En 2018, un comité d'itinéraire constitué notamment de 14 collectivités territoriales a été mis en place. Il a défini un plan d'actions sur 2019-2023 autour de la valorisation de La Vélomaritime. En 2023, l'itinéraire est balisé sur 100 %, réalisé à 99 % dont 37 % en voie verte (site propre). L'itinéraire a été inauguré en 2021 avec l'opération des Ambassadeurs de La Vélomaritime.
Les étapes suivantes ont été définies par l'AF3V.

#### Bretagne
Le tronçon breton s'étire sur 429 km le long des côtes de la Manche, de Roscoff jusqu'au Mont-Saint-Michel.
La Vélomaritime démarre à Roscoff et rejoint Morlaix via Saint-Pol-de-Léon, en section commune avec l'EuroVelo 1, du Tour de Manche et de la V7 du schéma régional des véloroutes et voies vertes de Bretagne. Puis la véloroute remonte au nord le long de la baie de Morlaix via Le Dourduff-en-Mer, et longe la côte du Trégor par Plougasnou jusqu'à Locquirec. De là, elle rentre en Côtes-d'Armor et traverse Saint-Michel-en-Grève et Lannion. À partir de Trébeurden, la véloroute longe la côte de granit rose par Trégastel, Perros-Guirec, Penvénan, Tréguier et Lézardrieux. La véloroute utilise quelques portions des anciennes lignes des chemins de fer des Côtes-du-Nord (lignes de Lannion à Perros-Guirec et de Tréguier à Perros-Guirec notamment).
À partir de Paimpol, l'itinéraire prend la direction du sud vers Saint-Brieuc, en suivant la côte de Goëlo et la baie de Saint-Brieuc par Plouha, Saint-Quay-Portrieux, Binic, Pordic, Plérin, avant d'arriver à Saint-Brieuc et le port du Légué. Ensuite, l'EV 4 monte au nord vers le Cap Fréhel, en longeant cette fois la côte de Penthièvre et traversant Yffiniac, Hillion, Pléneuf-Val-André et Erquy.
Du Cap Fréhel, la véloroute suit la côte d'Émeraude en passant par Plévenon, Matignon, et Ploubalay. Elle rentre un peu dans les terres à l'approche de Tréméreuc, puis emprunte une courte section de la véloroute de la Rance et de la Vilaine (V42 du schéma national) jusqu'à Pleslin-Trigavou, afin de contourner l'estuaire de la Rance par le sud via Plouër-sur-Rance et Saint-Suliac pour rejoindre Saint-Malo. Une alternative consiste à prendre le bus de mer de Dinard à Saint-Malo.

Elle poursuit jusqu'à la Pointe du Grouin et Cancale, avant d'aborder la baie du Mont-Saint-Michel et d'arriver au Mont-Saint-Michel.

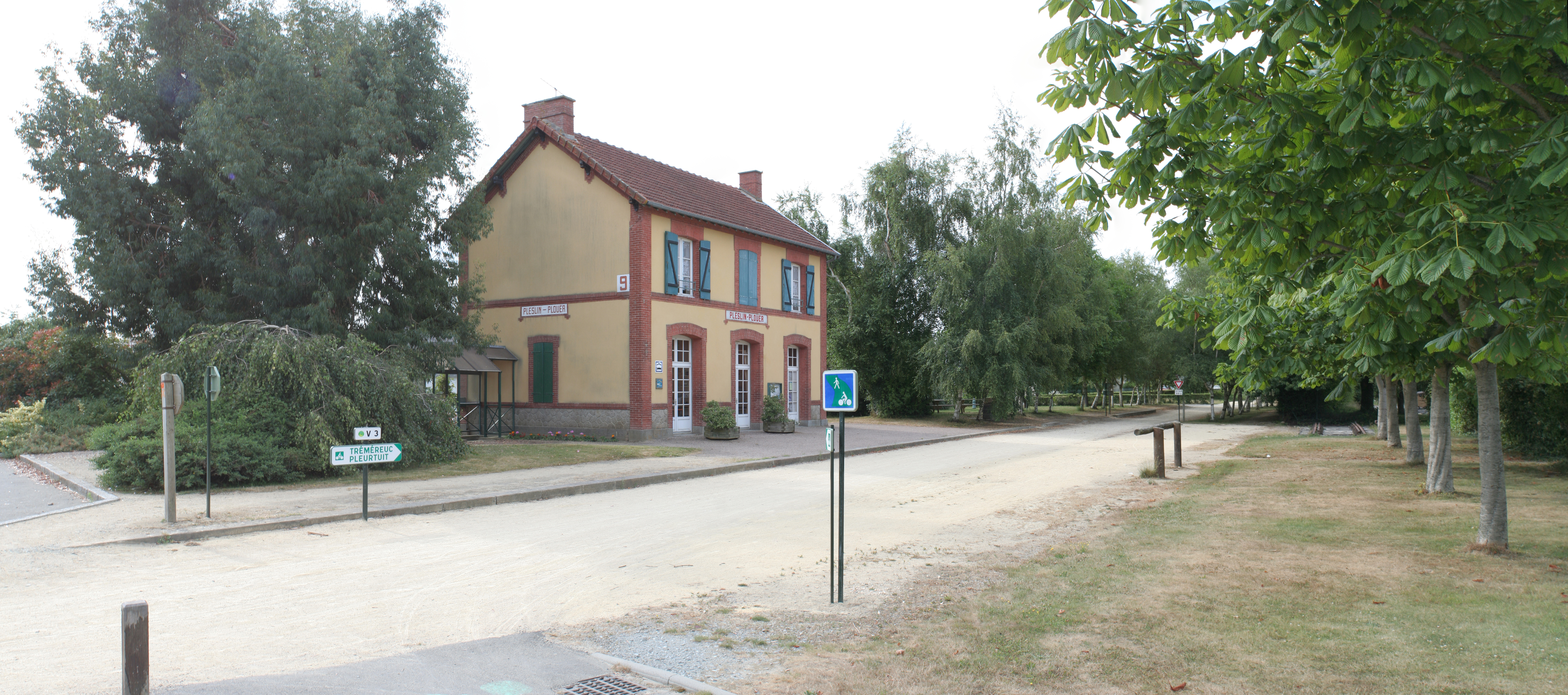
Ancienne gare de Pleslin.
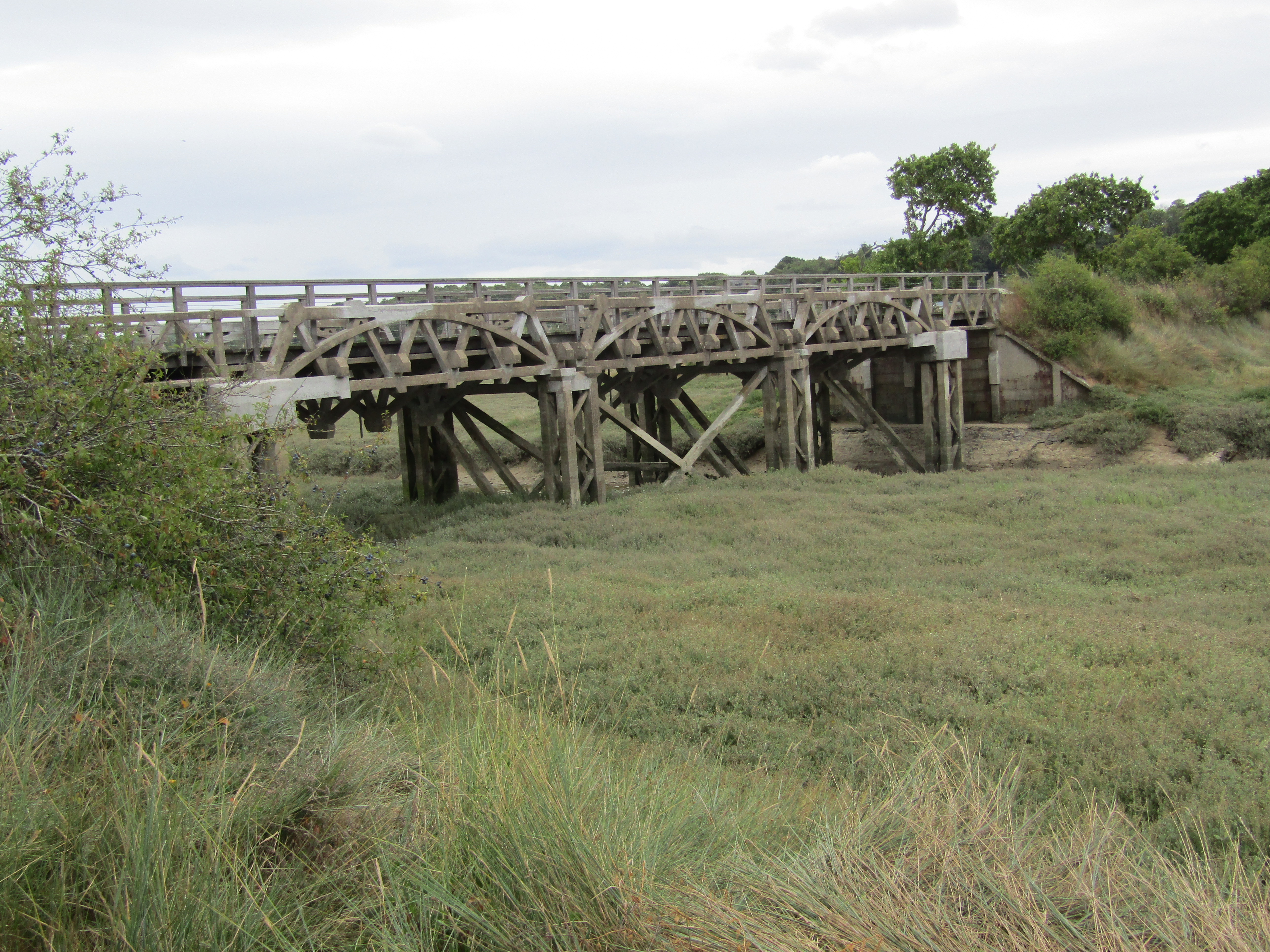
L'EV 4 passe sur le pont des Marais à Plurien.

| Tronçon                        | Coordonnées départ          | Distance (km) | Type de voie  | Revêtement |
| ------------------------------ | --------------------------- | ------------- | ------------- | ---------- |
| Roscoff - Morlaix              | 48° 43′ 08″ N, 3° 58′ 21″ O | 29,4          | Voie partagée | Enrobé     |
| Morlaix - Locquirec            | 48° 34′ 53″ N, 3° 49′ 55″ O | 41,2          | Voie partagée | Enrobé     |
| Locquirec - Perros-Guirec      | 48° 41′ 28″ N, 3° 38′ 54″ O | 65,2          | Voie partagée | Enrobé     |
| Perros-Guirec - Paimpol        | 48° 48′ 10″ N, 3° 26′ 36″ O | 44,5          | Voie partagée | Enrobé     |
| Paimpol - Yffiniac             | 48° 46′ 42″ N, 3° 02′ 38″ O | 74,1          | Voie partagée | Enrobé     |
| Yffiniac - Cap Fréhel          | 48° 29′ 19″ N, 2° 40′ 43″ O | 39,7          | Voie partagée | Enrobé     |
| Cap Fréhel - Tréméreuc         | 48° 40′ 12″ N, 2° 19′ 52″ O | 42,2          | Voie partagée | Enrobé     |
| Tréméreuc - Saint-Malo         | 48° 33′ 36″ N, 2° 03′ 30″ O | 29,8          | Voie partagée | Enrobé     |
| Saint-Malo - Mont-Saint-Michel | 48° 38′ 46″ N, 2° 01′ 34″ O | 63            | Voie partagée | Enrobé     |

#### Normandie
La Vélomaritime traverse la Normandie sur près de 775 km, en longeant le littoral par le Cotentin, le Bessin, le pays d'Auge et de Caux.
Au départ du Mont-Saint-Michel, le tronçon rejoint Saint-Hilaire-du-Harcouët, en partie sur la voie verte aménagée sur l'ancienne ligne de chemin de fer de Domfront à Pontaubault. Elle fait tronc commun avec la première étape de la Véloscénie (V40 du schéma national) reliant le Mont à Paris, jusqu'à Romagny, et La VéloWestNormandy,. Ensuite l'EuroVelo 4 prend la direction du nord à travers le bocage normand en empruntant l'ancienne ligne ferroviaire de Vire à Romagny, par Mortain, Sourdeval et Vire.
À Vire, la véloroute suit le fleuve Vire en empruntant une portion de l'ancienne ligne de chemin de fer en direction de Caen, puis traverse la Souleuvre au niveau du viaduc éponyme à la Ferrière-Harang. Elle rejoint ensuite Pont-Farcy et emprunte le chemin de halage des bords de la Vire jusqu'à Saint-Fromond, via Tessy, Condé, Saint-Lô.
À partir de Carentan, commence une boucle qui amènera le cycliste à Cherbourg, en traversant le Parc naturel régional des Marais du Cotentin et du Bessin. L'EuroVelo 4 partage son itinéraire avec la voie verte Transcotentine, établie sur l'ancienne ligne de chemin de fer de Carentan à Carteret, jusqu'à La Haye-du-Puits puis rejoint Cherbourg, via Saint-Sauveur-le-Vicomte, Bricquebec et Rocheville, notamment en voie verte par l'ancienne ligne de Coutances à Sottevast. À Cherbourg, l'EuroVelo 4 quitte le Tour de Manche et bifurque en direction Saint-Vaast-la-Hougue. Ici elle retrouve le littoral et retourne sur Carentan, en longeant Utah Beach, la première des cinq plages du débarquement de l'itinéraire, et la baie des Veys.
Ensuite, l'EuroVelo 4 aborde le Bessin à Isigny-sur-Mer. Le tronçon de 14,5 km entre Grandcamp-Maisy et Vierville-sur-Mer devrait être ouvert à l'automne 2021, et restera à aménager d'ici 2022 les tronçons entre Saint-Honorine-des-Pertes et Longues-sur-Mer via Port-en-Bessin-Huppain et entre Asnelles et Courseulles-sur-Mer,. Le tracé dessert le cimetière américain de Colleville-sur-Mer et la plage du Débarquement de Omaha Beach. Depuis Courseulles, le tracé longe la côte Fleurie et les plages de Juno Beach et de Sword Beach jusqu'à Ouistreham. La véloroute fait tronc commun avec le début de la Vélo Francette et la quitte en franchissant l'Orne par le Pegasus Bridge à Bénouville.
Elle longe ensuite la baie de l'Orne puis prend la direction de Cabourg et Dives-sur-Mer, où elle entre en pays d'Auge en longeant la côte de Grâce. Elle atteint Deauville où elle est en tronc commun avec La Seine à vélo (V33) et rentre dans les terres vers Pont-l'Évêque, puis utilise la voie verte de l'ancienne ligne de Pont-l'Évêque à Honfleur jusqu'à la gare de Saint-André-d'Hébertot. À Honfleur, l'EuroVelo 4 est censée passer par le pont de Normandie pour rejoindre Le Havre, dans un environnement industriel et portuaire peu sécurisé pour les vélos. Une alternative pour 2021 est à l'étude.
À partir du Havre, l'EuroVelo 4 entre en pays de Caux et longe la côte d'Albâtre par Octeville-sur-Mer, Étretat, Fécamp, Sassetot-le-Mauconduit, Saint-Valery-en-Caux, Veules-les-Roses, Varengeville-sur-Mer, Dieppe (intersection avec l'Avenue verte London-Paris (V16), Criel-sur-Mer et Le Tréport, étape finale de la région.

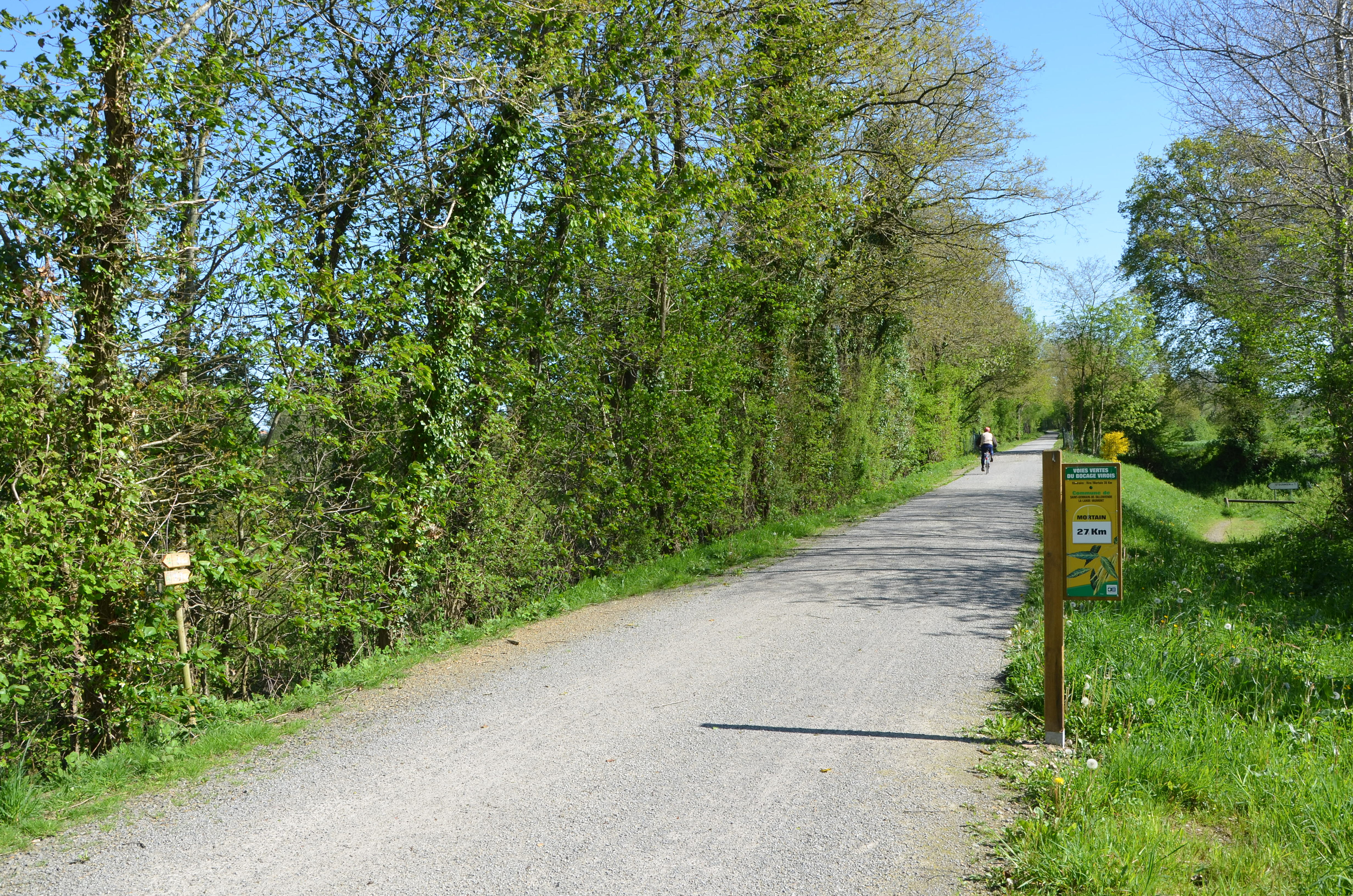
L'EV 4 vers Vire.
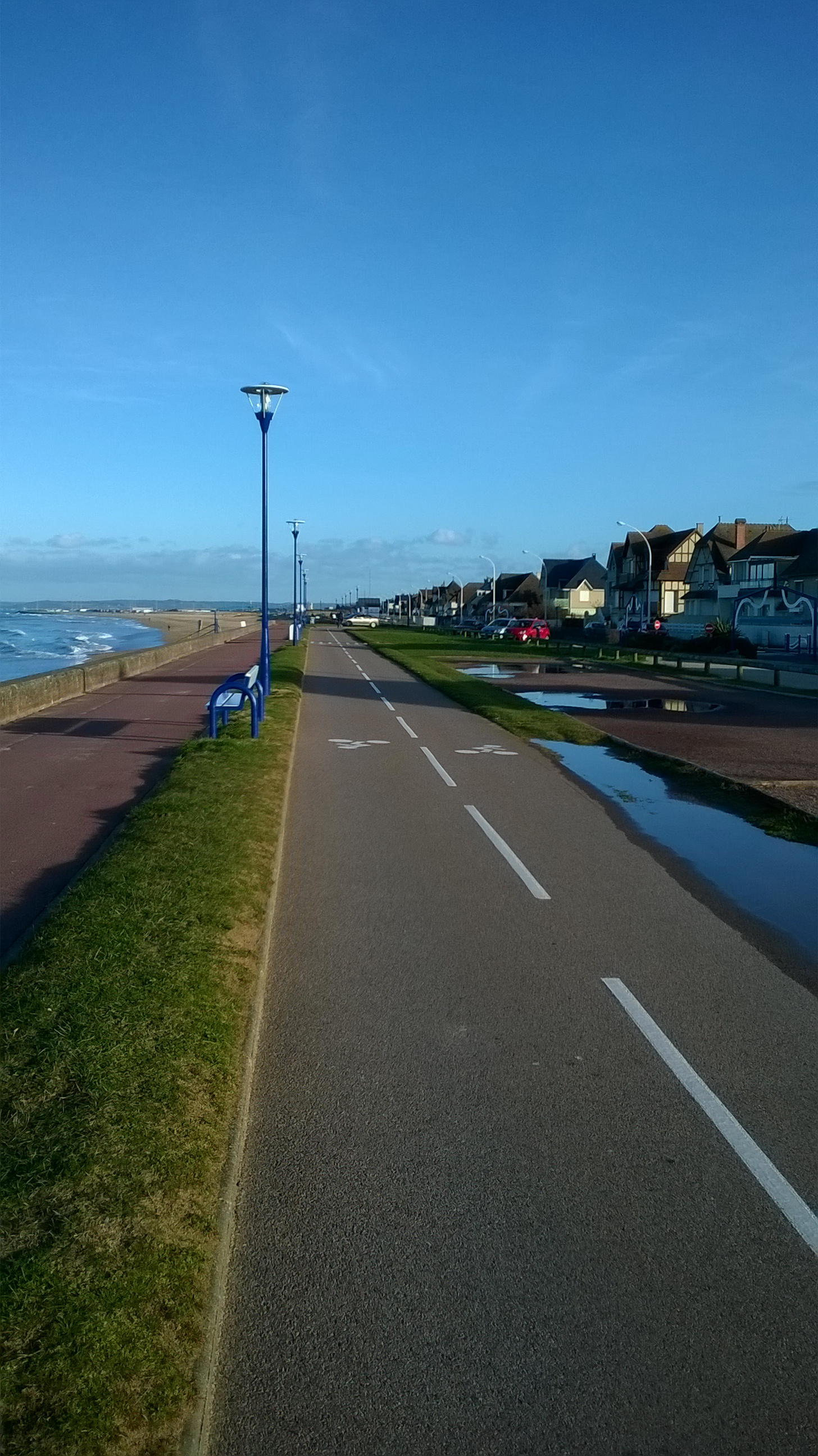
La véloroute à Ouistreham.

| Tronçon                                                      | Coordonnées départ          | Distance (km) | Type de voie          | Revêtement         |
| ------------------------------------------------------------ | --------------------------- | ------------- | --------------------- | ------------------ |
| Mont-Saint-Michel - Pontaubault                              | 48° 38′ 05″ N, 1° 30′ 39″ O | 26,4          | Voie partagée         | Enrobé             |
| Pontaubault - Grandparigny (Saint-Hilaire-du-Harcouët)       | 48° 37′ 53″ N, 1° 21′ 02″ O | 22,5          | Voie verte            | Stabilisé          |
| Grandparigny (Saint-Hilaire-du-Harcouët) - Romagny (Mortain) | 48° 35′ 09″ N, 1° 06′ 02″ O | 11,8          | Voie verte            | Stabilisé          |
| Romagny (Mortain) - Vire                                     | 48° 37′ 35″ N, 0° 57′ 37″ O | 43,8          | Voie verte            | Enrobé - Stabilisé |
| Vire - La Ferrière-Harang                                    | 48° 50′ 50″ N, 0° 53′ 16″ O | 17,4          | Voie partagée         | Enrobé - Stabilisé |
| La Ferrière-Harang - Pont-Farcy                              | 48° 58′ 22″ N, 0° 53′ 05″ O | 21,3          | Voie partagée         | Enduit gravillonné |
| Pont-Farcy - Saint-Lô                                        | 48° 56′ 19″ N, 1° 01′ 56″ O | 31,6          | Voie verte            | Stabilisé          |
| Saint-Lô - Saint-Fromond                                     | 49° 06′ 55″ N, 1° 05′ 59″ O | 18,2          | Voie verte            | Stabilisé          |
| Saint-Fromond - Carentan                                     | 49° 13′ 16″ N, 1° 05′ 24″ O | 6,9           | Voie partagée         | Enduit gravillonné |
| Carentan - La Haye-du-Puits                                  | 49° 18′ 23″ N, 1° 14′ 24″ O | 39,3          | Voie verte            | Stabilisé          |
| La Haye-du-Puits - Rocheville                                | 49° 17′ 43″ N, 1° 32′ 42″ O | 33,2          | Voie verte            | Stabilisé          |
| Rocheville - Cherbourg                                       | 49° 30′ 17″ N, 1° 35′ 35″ O | 24,8          | Voie partagée         | Enrobé             |
| Cherbourg - Saint-Vaast-la-Hougue                            | 49° 36′ 43″ N, 1° 33′ 32″ O | 48,3          | Voie partagée         | Enrobé             |
| Saint-Vaast-la-Hougue - Carentan                             | 49° 35′ 18″ N, 1° 16′ 39″ O | 57,9          | Voie partagée         | Enrobé             |
| Carentan - Grandcamp-Maisy                                   | 49° 18′ 23″ N, 1° 14′ 24″ O | 28,1          | Voie partagée         | Enrobé             |
| Grandcamp-Maisy - Port-en-Bessin-Huppain                     | 49° 23′ 20″ N, 1° 02′ 29″ O | 17,5          | En travaux (2020)     |                    |
| Port-en-Bessin-Huppain - Courseulles-sur-Mer                 | 49° 20′ 57″ N, 0° 45′ 20″ O | 23,7          | En travaux (2020)     |                    |
| Courseulles-sur-Mer - Bénouville                             | 49° 20′ 09″ N, 0° 27′ 28″ E | 24,8          | Voie verte            | Enrobé             |
| Bénouville - Cabourg                                         | 49° 14′ 33″ N, 0° 16′ 29″ E | 14,6          | Voie verte            | Stabilisé          |
| Cabourg - Deauville                                          | 49° 17′ 18″ N, 0° 08′ 21″ E | 22,7          | Voie verte - partagée | Enrobé             |
| Deauville - Pont-L'Évêque                                    | 49° 21′ 27″ N, 0° 04′ 39″ E | 19            | Voie verte - partagée | Enrobé             |
| Pont-L'Évêque - Honfleur                                     | 49° 17′ 39″ N, 0° 11′ 20″ E | 27,4          | Voie verte - partagée | Enrobé             |
| Honfleur - Le Havre                                          | 49° 25′ 04″ N, 0° 14′ 25″ E | 20,3          | En projet             | Enrobé             |
| Le Havre - Fécamp                                            | 49° 29′ 34″ N, 0° 05′ 47″ E | 59,2          | Voie partagée         | Enrobé             |
| Fécamp - Saint-Valery-en-Caux                                | 49° 45′ 38″ N, 0° 22′ 25″ E | 41,5          | Voie partagée         | Enrobé             |
| Saint-Valery-en-Caux - Dieppe                                | 49° 51′ 46″ N, 0° 42′ 49″ E | 38,3          | Voie partagée         | Enrobé             |
| Dieppe - Le Tréport                                          | 49° 55′ 35″ N, 1° 04′ 49″ E | 33,9          | Voie partagée         | Enrobé             |

#### Hauts-de-France
Le tronçon concernant la région Hauts-de-France longe les côtes picarde, d'Opale et des dunes de Flandres sur 258 km.
Au Tréport, la véloroute traverse la vallée de Bresle pour atteindre Mers-les-Bains. Puis elle monte sur le plateau du Vimeu avant de retrouver le littoral à Cayeux-sur-Mer. Elle atteint la baie de Somme à la pointe du Hourdel et en fait le tour par la voie verte de la Baie de Somme via Saint-Valery-sur-Somme qui est le point de départ de la véloroute de la vallée de la Somme (V30); Noyelles-sur-Mer et Le Crotoy.
Après Fort-Mahon, l'itinéraire le long de la côte d'Opale débute à Berck, et remonte en direction du nord vers Le Touquet, Étaples, Boulogne-sur-Mer, Wimereux, Audresselles, Wissant et Calais.

Entre Calais et Dunkerque via Gravelines, l'itinéraire n'est pas encore ouvert. Enfin de Dunkerque jusqu'à la frontière belge, l'EuroVelo 4 emprunte la véloroute du littoral aménagée sur l'ancienne ligne de Dunkerque-Locale à Bray-Dunes.

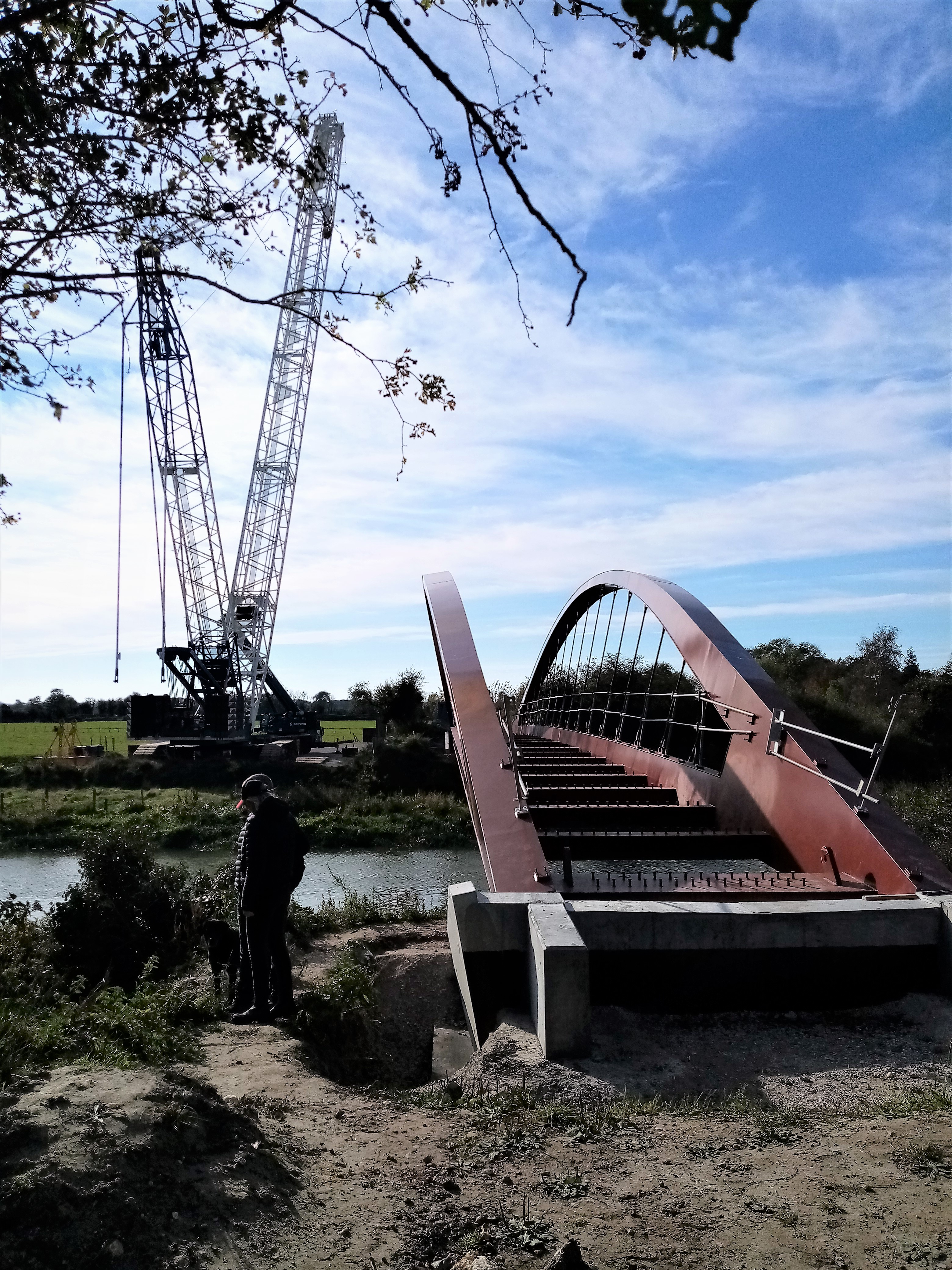
Fort-Mahon, la passerelle sur l'Authie, octobre 2021.
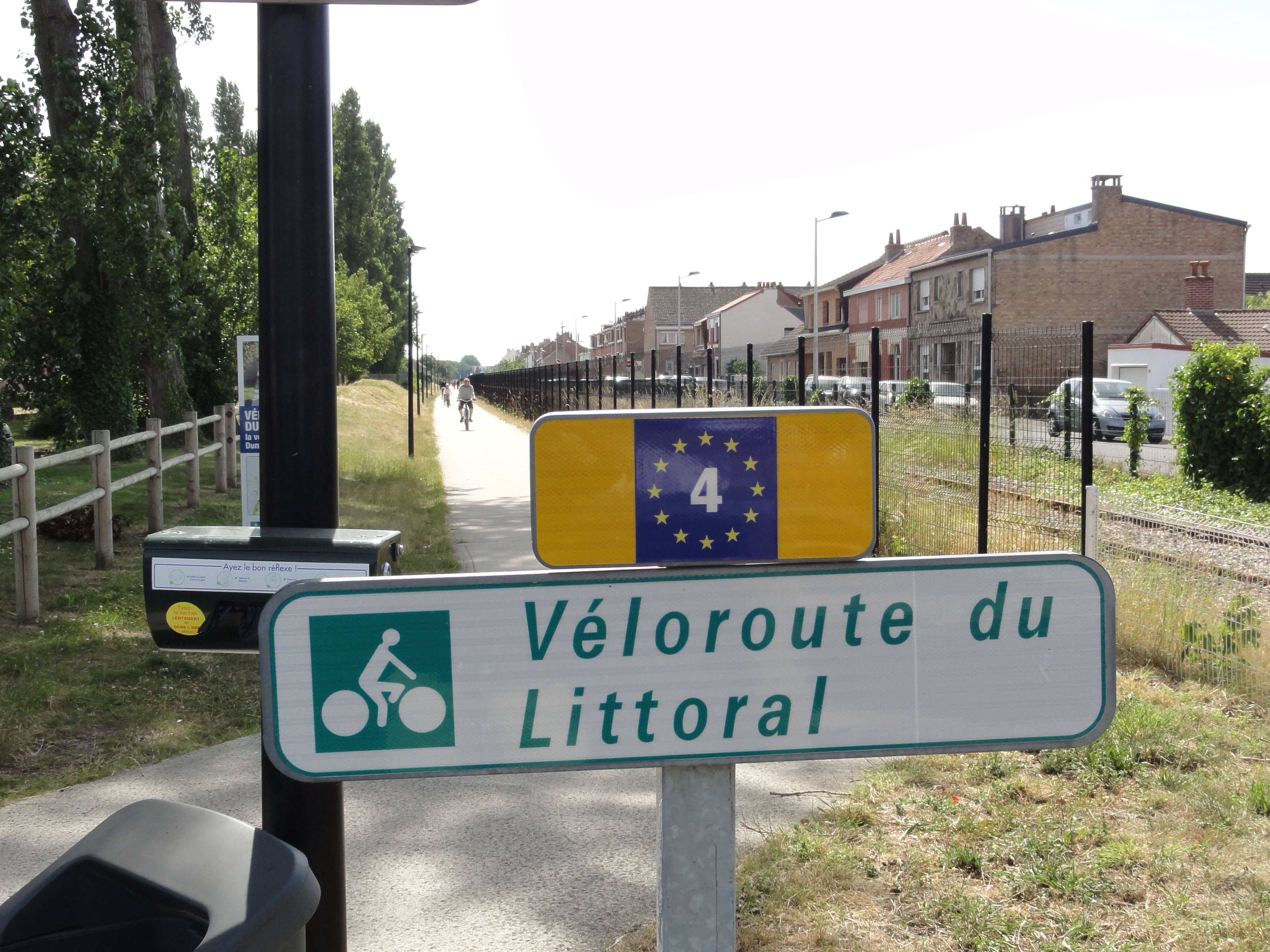
L'EV 4 à Leffrinckoucke.

| Tronçon                                   | Coordonnées départ          | Distance (km) | Type de voie     | Revêtement |
| ----------------------------------------- | --------------------------- | ------------- | ---------------- | ---------- |
| Le Tréport — Saint-Valery-sur-Somme       | 50° 03′ 46″ N, 1° 22′ 32″ E | 42,8          | Voie partagée    | Enrobé     |
| Saint-Valery-sur-Somme — Fort-Mahon-Plage | 50° 10′ 37″ N, 1° 38′ 48″ E | 34            | Voie verte       | Enrobé     |
| Fort-Mahon-Plage — Le Touquet-Paris-Plage | 50° 20′ 24″ N, 1° 34′ 01″ E | 37,1          | Voie verte       | Enrobé     |
| Le Touquet-Paris-Plage — Boulogne-sur-Mer | 50° 30′ 40″ N, 1° 35′ 42″ E | 30            | Voie verte       | Enrobé     |
| Boulogne-sur-Mer — Calais                 | 50° 43′ 25″ N, 1° 36′ 06″ E | 44,7          | Voie verte       | Enrobé     |
| Calais — Dunkerque                        | 50° 57′ 43″ N, 1° 51′ 23″ E | 53,4          | En projet (2020) |            |
| Dunkerque — Bray-Dunes                    | 51° 01′ 48″ N, 2° 22′ 17″ E | 16,6          | Voie verte       | Enrobé     |

### Belgique
L'itinéraire longe la côte belge par les stations balnéaires de Coxyde, Nieuport, Ostende, Blankenberge, Zeebruges et Knokke-Heist. Elle est en tronc commun intégral avec l'EuroVelo 12, et en partie avec la route de la Mer du Nord (LF1).

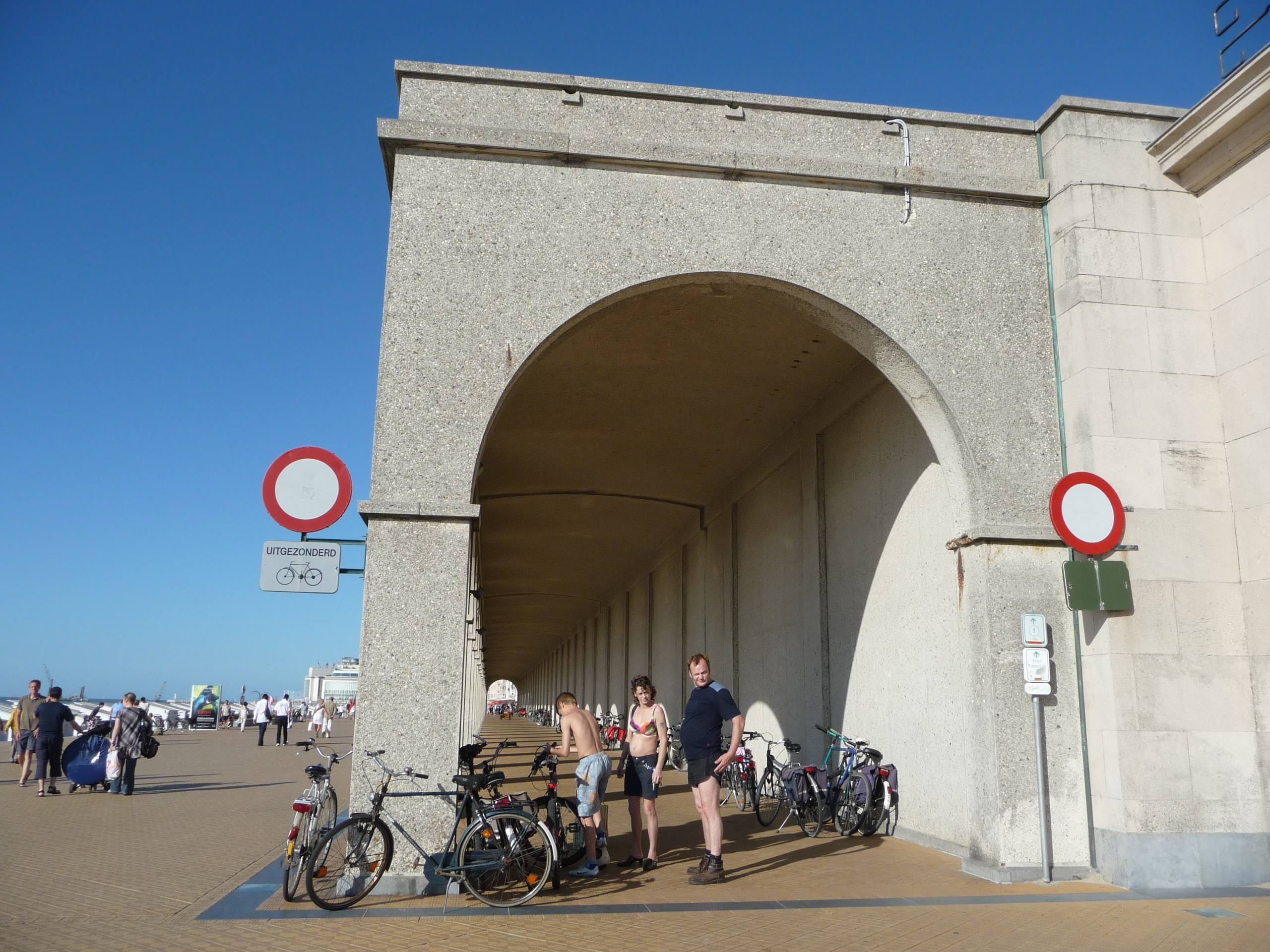
La véloroute à Ostende.
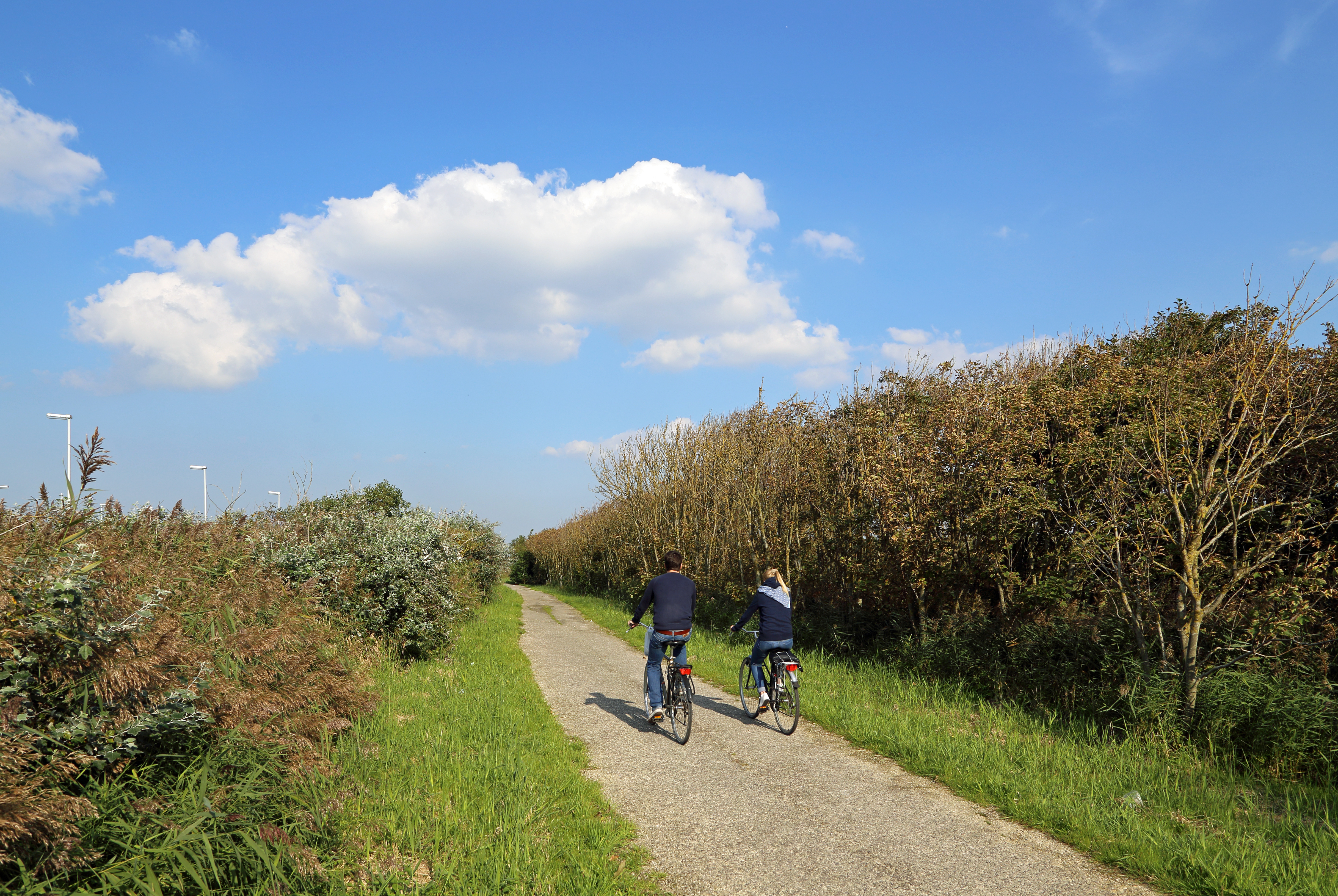
L'EV 4 entre Blankenberge et Zeebrugges.

### Pays-Bas
La véloroute aux Pays-Bas emprunte une courte portion de la LF1 de L'Écluse à Flessingue (en tronc commun avec l'EuroVelo 12) puis pour sa majeure partie la LF13 Schelde-Rheinroute jusqu'à la frontière allemande à Venlo, où elle croise l'EuroVelo 19.
Elle passe par les villes de Middelbourg, Breda et Eindhoven.

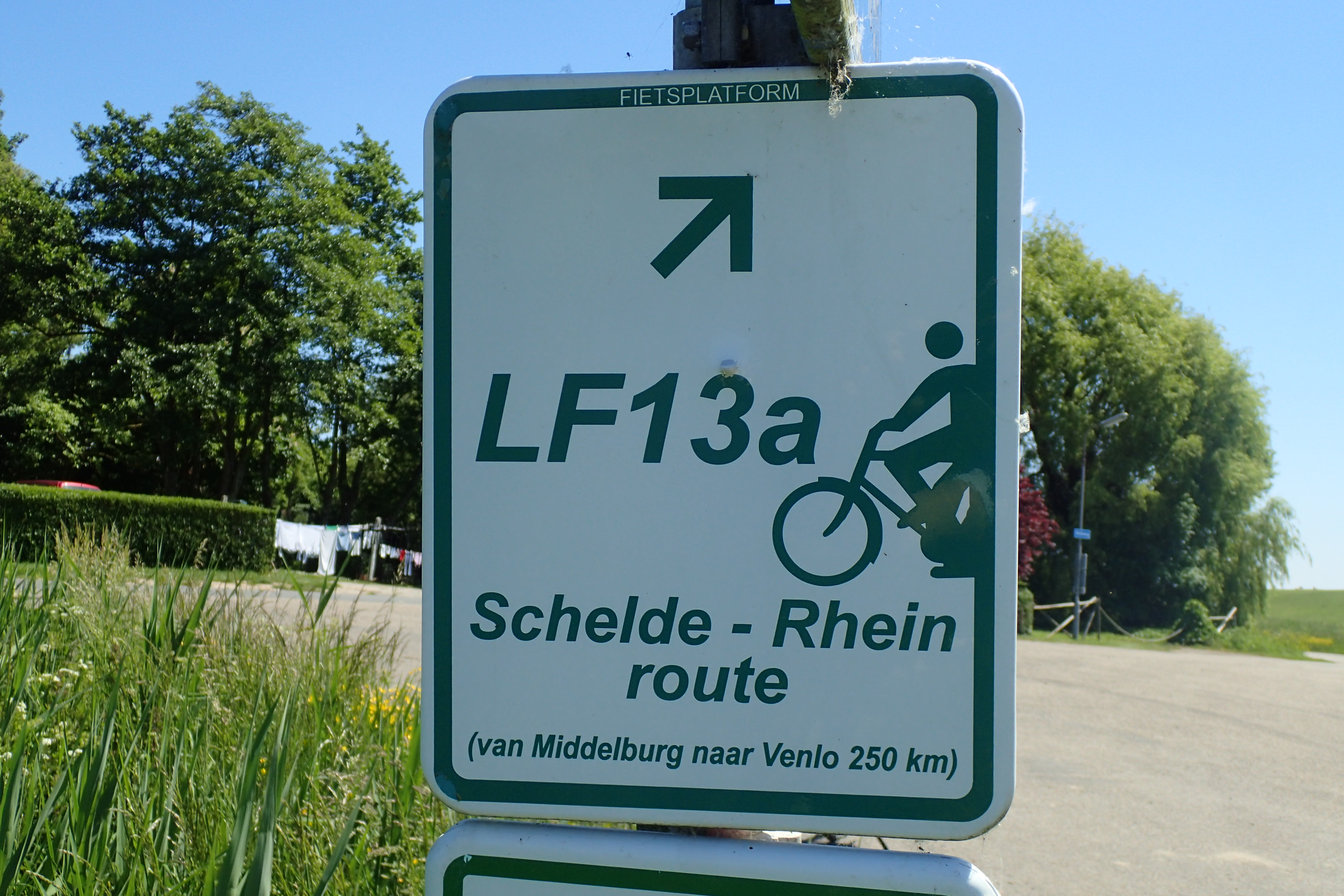
Balisage de la LF13.
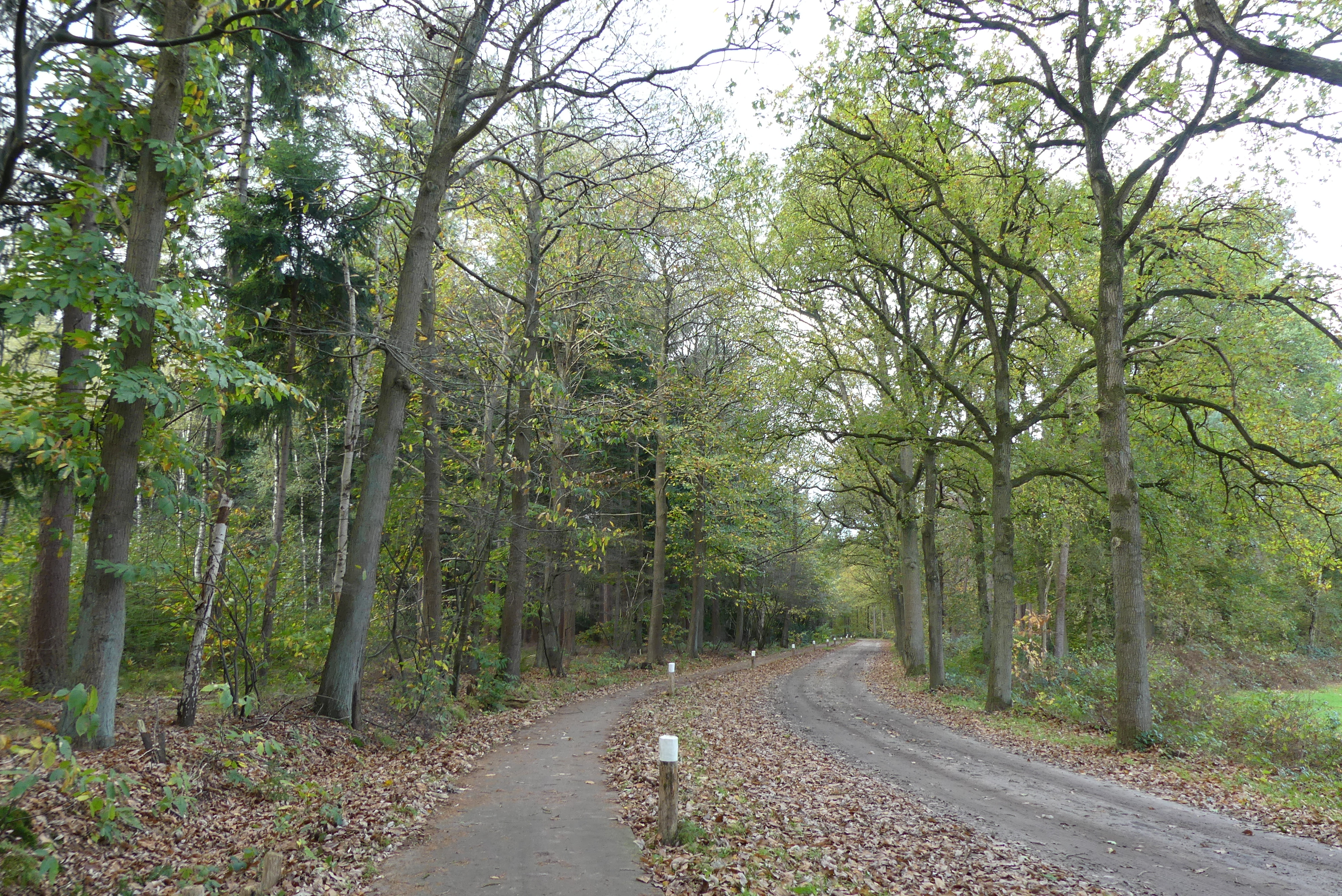
l'EV 4 dans la réserve naturelle de Pannenhoef.

### Allemagne

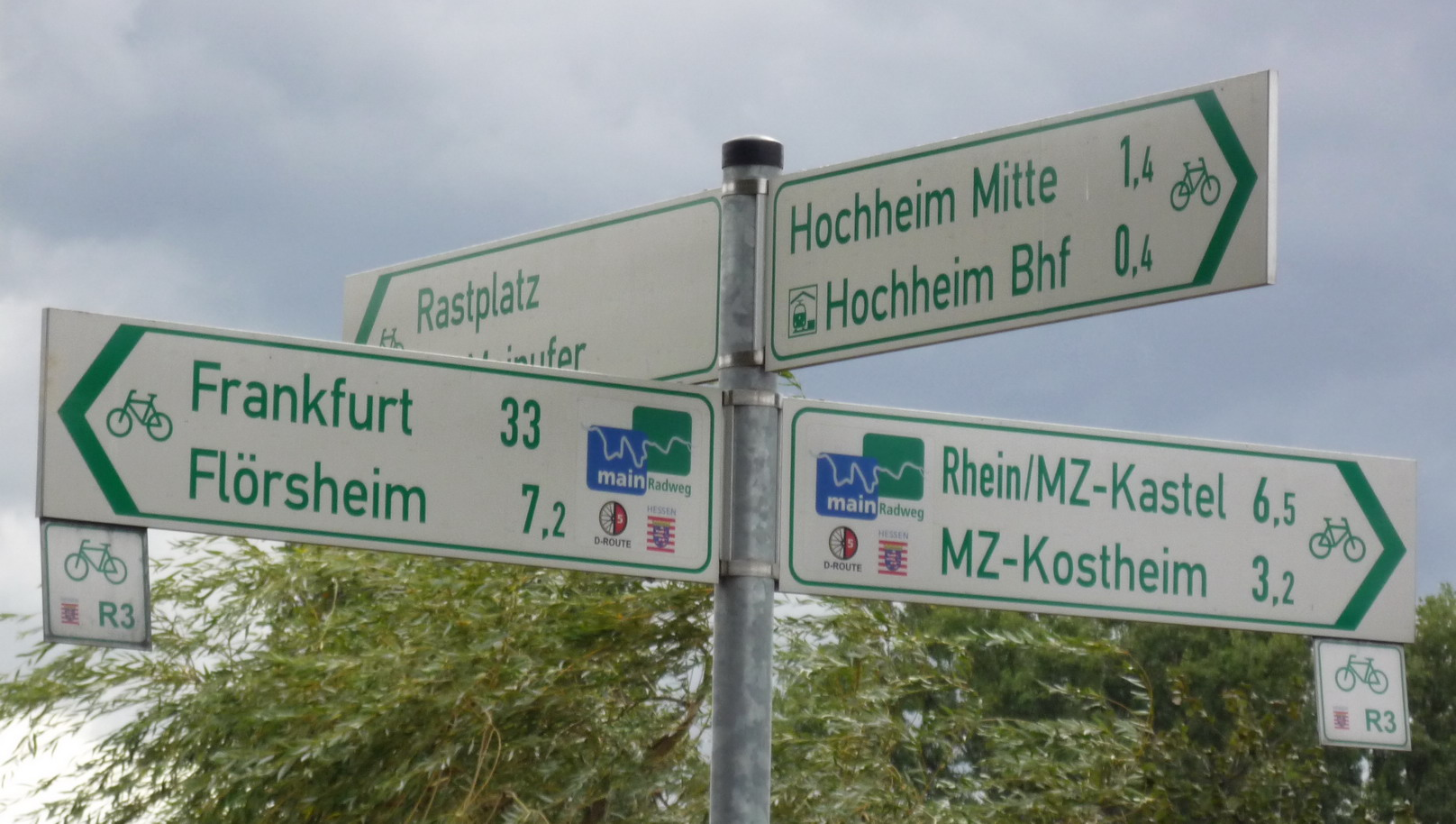
Balisage à Hochheim.

De Venlo, la véloroute rejoint Düsseldorf par la voie verte dénommée Fietsallee am Nordkanal qui longe le Grand Canal du Nord. Elle fait tronc commun avec l'EV 3, l'EV 15 et la D-Route 8 (Rhein-Route) du réseau national allemand depuis Düsseldorf, en longeant la vallée du Rhin  par Cologne, Bonn, Coblence jusqu'à Mayence.
À Mayence, l'itinéraire quitte le Rhin pour suivre le fleuve Main en empruntant la D-Route 5 (Radroute Saar-Mosel-Main) du réseau national allemand, par Francfort, Wurtzbourg, Bamberg et Bayreuth, puis rejoint la frontière tchèque à Hohenberg an der Eger.

### République tchèque

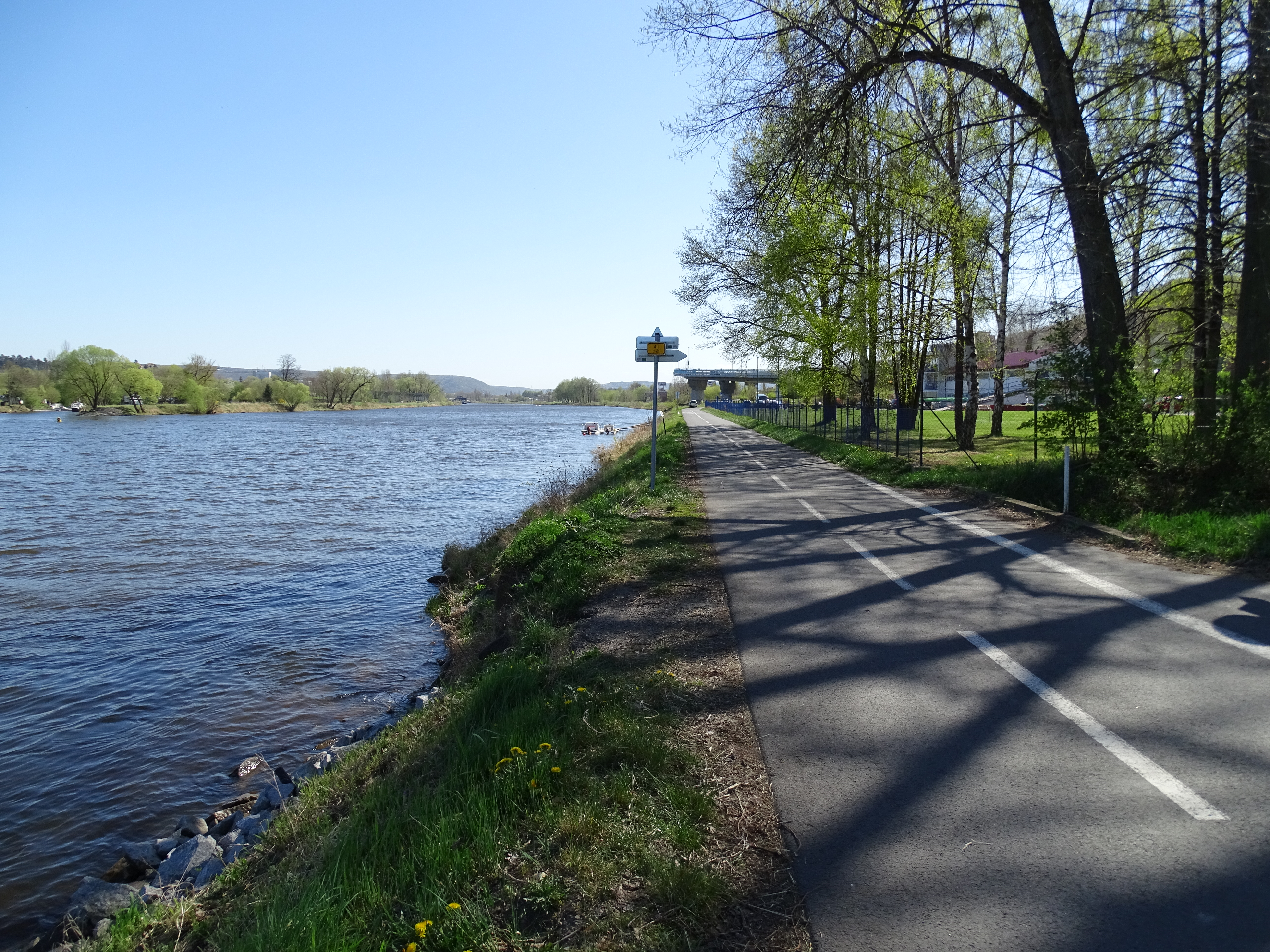
l'EV 4 au bord de la Moldau à Malá Chuchle.

À Egra, l'EuroVelo 4 croise l'EuroVelo 13, puis continue vers Karlovy Vary et Prague en empruntant la voie verte de Berounka-Střela à travers la réserve naturelle de Křivoklátsko. À Prague, elle fait parcourt commun avec l'EV 7 du quartier de Branik au parc de Thomayerovy sady.
Puis elle rejoint la vallée de l'Elbe par la piste cyclable de l’Elbe vers Čelákovice jusqu'à Kolín. l'EV 4 prend ensuite la direction de Brno au travers des monts de Bohême-Moravie, où elle croise l'EV 9.
Enfin elle prend la direction de Ostrava et la frontière polonaise, en longeant notamment la vallée de la Morava.

### Pologne
L'EuroVelo 4 entre en Pologne dans la région de la Petite-Pologne et traverse les villes de Bielsko-Biała et Cracovie (intersection avec l'EV 11). Elle emprunte quelques portions de la Vistula River Cycling Route, le long de la Vistule.

Ensuite elle rejoint les villes de Tarnów, Rzeszów et de Przemyśl. Cette dernière partie n'est pas encore ouverte.

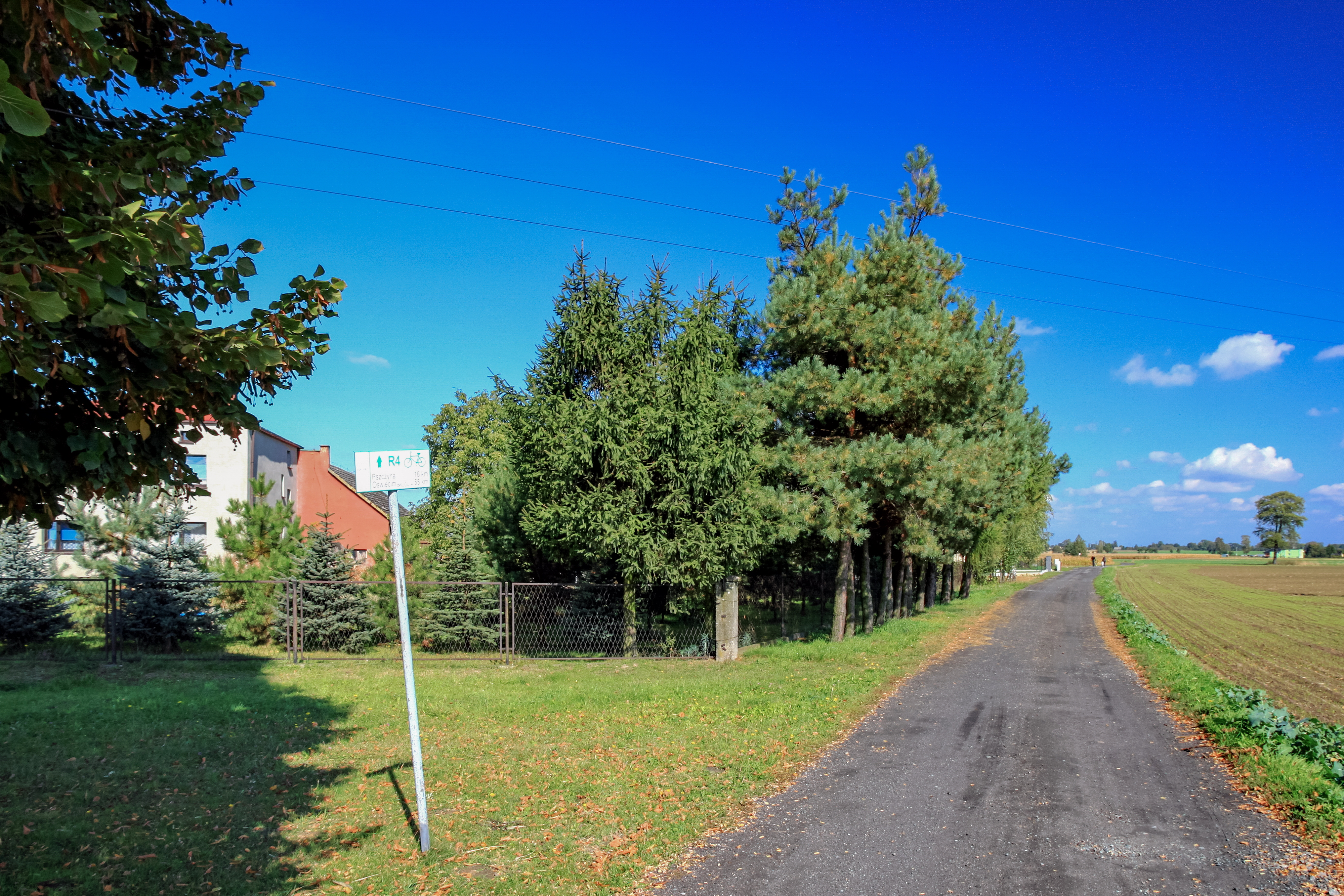
l'EV 4 à Olszyna.
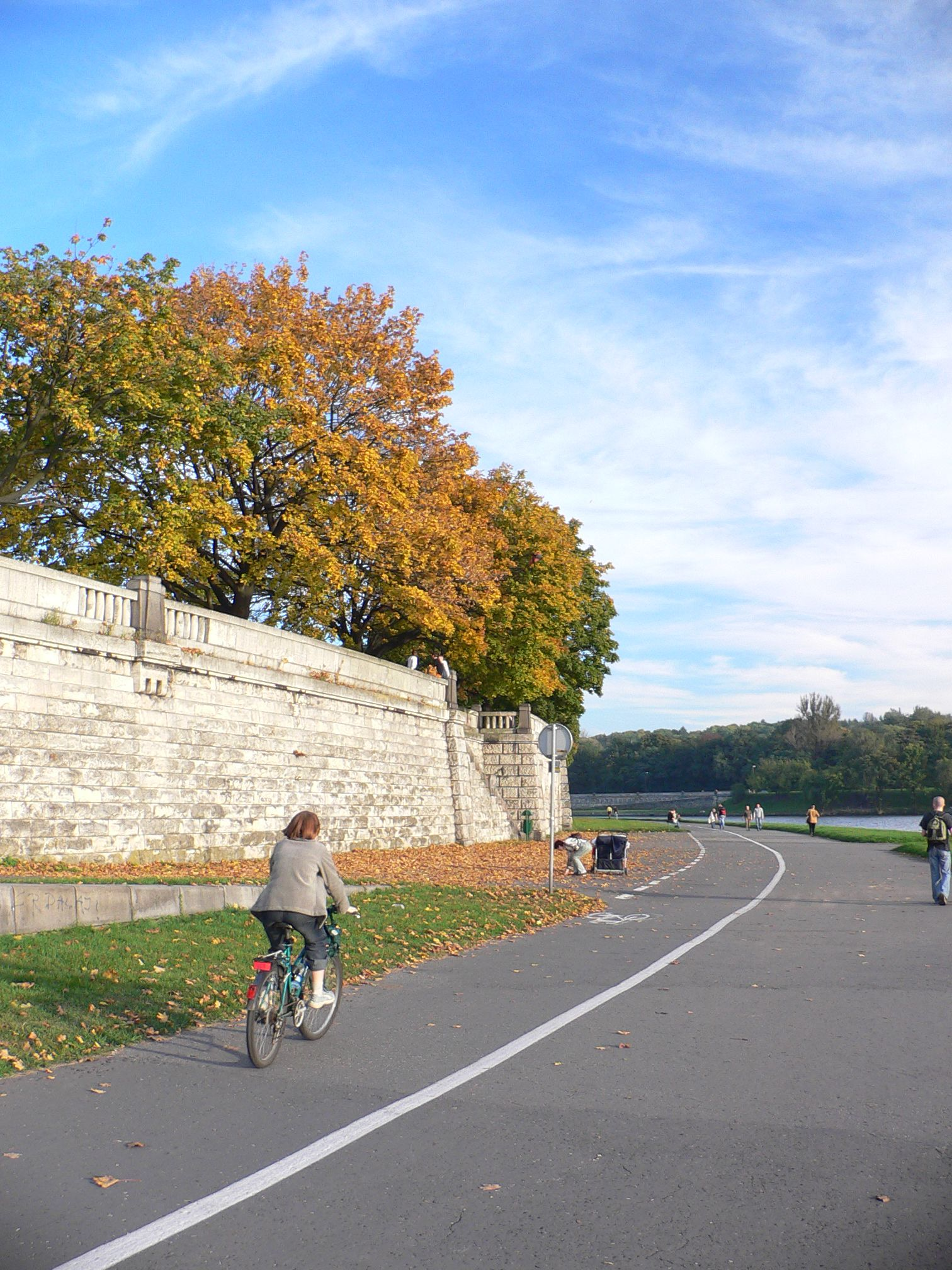
L'EV 4 à Cracovie.

### Ukraine

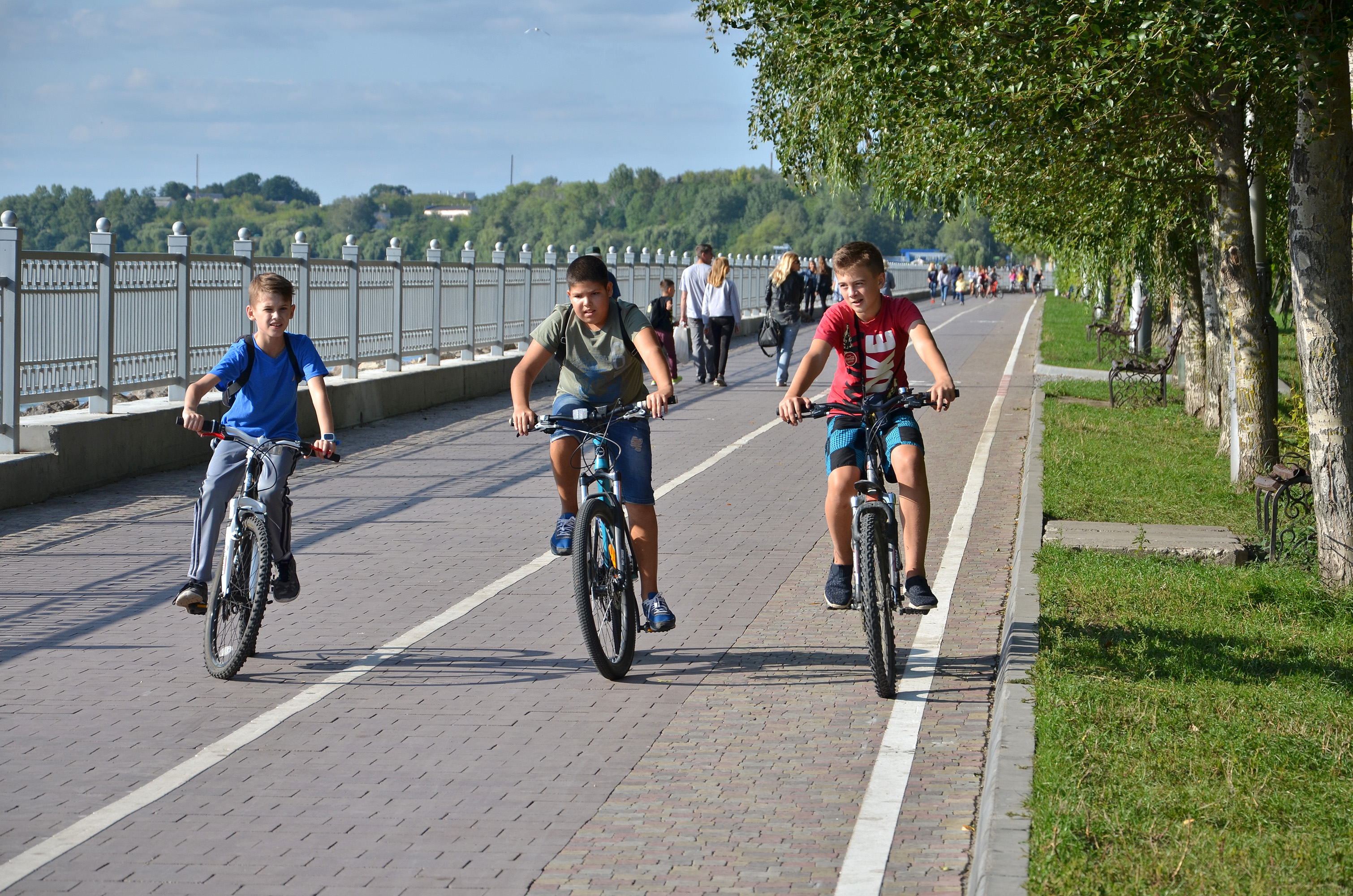
Véloroute à Ternopil.

La partie ukrainienne de l'Eurovelo n'est pas encore aménagée. L'itinéaire passe par les villes de Lviv, Ternopil, Pochayiv et son monastère, Jytomyr et se termine à Kiev.